# Кобнан, Мозес
Мозес Кобнан Дэвид (англ. Moses Cobnan David; род. 10 сентября 2002, Джос) — нигерийский футболист, нападающий клуба «Краснодар».

## Клубная карьера

### «Середь»
Летом 2021 года  Мозес подписал контракт с словацким «Середом» и сразу на правах аренды отправился в шальский «Слован». В начале 2022 года  Кобнан вернулся обратно. 20 февраля в матче против «Сеницы» он дебютировал в словацкой Суперлиги. 23 апреля в поединке против «Жилины» Кобнан забил свой первый гол за «Середь». В первой половине 2022 года Кобнан провёл 9 матчей, забил один гол и отдал одну результативную передачу.

### «Железиарне»
Летом 2022 года Кобнан перешёл в «Железиарне». 16 июля в матче против братиславского «Слована» он дебютировал за новую команду. 31 июля в поединке против трнавского «Спартака» Мозес забил свой первый гол за «Железиарне». 14 сентября в матче Кубка Словакии против «Попрад» он сделал «покер». В составе «Железиарне» в сезоне 2022/23 Мозес забил 9 голов в 18 матчах чемпионата Словакии. Также он отметился 5 голами и 2 голевыми передачами в 3 матчах Кубке Словакии.

### «Краснодар»
В начале 2023 года Кобнан перешёл в российский «Краснодар», подписав контракт на 3,5 года. Сумма трансфера составила 1 млн. евро. 23 февраля в поединке Кубка России против московского ЦСКА Мозес дебютировал за основной состав. 5 марта в матче против московского «Торпедо» он дебютировал в РПЛ. 18 мая 2024 года в поединке против «Сочи» Мозес забил свой первый гол за «быков». Всего в сезоне 2023/24 Мозес сыграл за «Краснодар» 10 матчей в РПЛ и забил один гол, а в Кубке России провёл 6 игр и отметился одним голом.
19 августа 2024 года в домашней игре с «Пари НН» в рамках РПЛ Кобнан отметился дублем в своём 40-м официальном матче за «Краснодар» (2:1). В этот же день клуб продлил контракт с Мозесом до июля 2028 года. В 21-м туре РПЛ в матче с «Ростовом» (0:1) Мозес вышел на замену на 67-й минуте и забил победный гол на 78-й, принеся своей команде первую победу в Ростове-на-Дону с 2021 года. 23 марта 2025 года в товарищеском матче «Краснодар» разгромил «Амкал» из Медиалиги со счетом 6:1, а Мозес Кобнан забил пять голов в этой встрече.
Ещё раз в чемпионате Мозес отличился в гостевом матче с «Динамо Махачкала» (2:3), забив гол в ворота дагестанцев на шестой минуте. В заключительном туре чемпионата «Краснодар» принимал московское «Динамо», нуждаясь в победе для гарантированного завоевания титула. Кобнан вышел на замену на 78-й минуте в матче, который «быки» выиграли со счётом 3:0, обеспечив себе первое чемпионство в истории клуба. Всего в сезоне 2024/2025 нигериец сыграл в 25 матчах в РПЛ, забив в них 4 гола и отдав 1 голевую передачу.

## Статистика

### Клубная статистика
| Выступление      | Выступление      | Выступление      | Чемпионат | Чемпионат | Кубки | Кубки | Еврокубки | Еврокубки | Итого | Итого |
| Клуб             | Лига             | Сезон            | Игры      | Голы      | Игры  | Голы  | Игры      | Голы      | Игры  | Голы  |
| ---------------- | ---------------- | ---------------- | --------- | --------- | ----- | ----- | --------- | --------- | ----- | ----- |
| Середь           | Фортуна-лига     | 2021/22          | 9         | 1         | 0     | 0     | —         | —         | 9     | 1     |
| Середь           | Итого            | Итого            | 9         | 1         | 0     | 0     | 0         | 0         | 9     | 1     |
| Железиарне       | Фортуна-лига     | 2022/23          | 18        | 9         | 2     | 5     | —         | —         | 20    | 14    |
| Железиарне       | Итого            | Итого            | 18        | 9         | 2     | 5     | 0         | 0         | 20    | 14    |
| Краснодар        | Премьер-лига     | 2022/23          | 10        | 0         | 6     | 1     | —         | —         | 16    | 1     |
| Краснодар        | Премьер-лига     | 2023/24          | 10        | 1         | 6     | 1     | —         | —         | 16    | 2     |
| Краснодар        | Премьер-лига     | 2024/25          | 25        | 4         | 9     | 0     | —         | —         | 34    | 4     |
| Краснодар        | Премьер-лига     | 2025/26          | 2         | 1         | 2     | 0     | —         | —         | 4     | 1     |
| Краснодар        | Итого            | Итого            | 47        | 6         | 23    | 2     | 0         | 0         | 70    | 8     |
| Всего за карьеру | Всего за карьеру | Всего за карьеру | 74        | 16        | 25    | 7     | 0         | 0         | 99    | 23    |

## Достижения
«Краснодар»
- Чемпион России: 2024/25
- Серебряный призёр чемпионата России: 2023/24
- Финалист Кубка России: 2022/23